# Agnieszka Dardzińska-Głębocka
Agnieszka Dardzińska-Głębocka – polska matematyczka i informatyczka, prorektor ds. kształcenia Politechniki Białostockiej w latach 2020–2024.

## Życiorys
W 1995 ukończyła studia matematyczne na Wydziale Matematyczno-Przyrodniczym białostockiej filii Uniwersytetu Warszawskiego. W 2004 doktoryzowała się w Instytucie Podstaw Informatyki Polskiej Akademii Nauk z dziedziny nauk technicznych, dyscyplina informatyka, na podstawie dysertacji Chase Method Based on Dynamic Knowledge Discovery for Predicting Values in Incomplete Information Systems (promotor – Zbigniew Raś). W 2013 w Instytucie Badań Systemowych Polskiej Akademii Nauk uzyskała habilitację nauk technicznych, dyscyplina informatyka, specjalność systemy wiedzy, bazy danych, pozyskiwanie wiedzy z baz danych, przedstawiając dzieło Action Rules Mining.
Zawodowo od 1995 związana z Politechniką Białostocką, początkowo jako asystentka w Katedrze Matematyki. Od 2004 adiunktka Katedrze Matematyki Instytutu Informatyki i Fizyki PB. Następnie profesor uczelni w Instytucie Inżynierii Biomedycznej Wydziału Mechanicznego PB, gdzie kierowała Zakładem Biocybernetyki i Inżynierii Biomedycznej w latach 2017-2019. Prorektor Politechniki Białostockiej ds. kształcenia w kadencji 2020–2024.
Wykłada także na University of North Carolina w Charlotte (od 2008), Wyższej Szkole Informatyki Stosowanej i Zarządzania (2002–2005), Polsko-Japońskiej Wyższej Szkole Technik Komputerowych (2002–2005, 2008, 2009), Wyższej Szkole Matematyki i Informatyki Użytkowej w Białymstoku (2005–2011).
Od 2001 współpracowniczka KDD Laboratory w Instytucie Informatyki na Uniwersytecie w Charlotte jako overseas associate, a od 2005 professional affiliate member.
Wyróżniona nagrodami rektora PB (2004, 2005, 2006, 2011, 2012, 2015, 2020, 2021) oraz Medalem Komisji Edukacji Narodowej (2012).

## Publikacje książkowe
- Agnieszka Dardzińska-Głębocka: Action rules mining. Berlin ; New York: Springer, 2013. ISBN 978-3-642-35650-6. (ang.). Brak numerów stron w książce

Tłumaczenia
- Khalid Saeed: Calculus : analiza matematyczna z algebrą. Warszawa: Telecotron International, 2000, s. 260. ISBN 83-910723-2-0. OCLC 750120367.